# Aldo Mairano
Aldo Mairano (Milano, 19 maggio 1898 – Genova, 7 giugno 1991) è stato un imprenditore e dirigente sportivo italiano.

## Carriera

### Imprenditore
Mairano fu un imprenditore nell'industria dolciaria.

### Dirigente sportivo

#### Calcio
Divenne presidente del Genova 1893, sostituendo alla guida della società Nino Bertoni, nel 1944. Guidò la società genovese sino al termine della seconda guerra mondiale, periodo durante il quale il club partecipò solo alla Coppa Città di Genova, competizione che fu vinta dai rossoblu.
Lasciò la guida del sodalizio genovese nel luglio 1945 ad Antonio Lorenzo.
Nel 1950 tornò alla guida del Genoa, che nonostante i suoi sforzi retrocesse in cadetteria per la seconda volta nella sua storia al termine della stagione 1950-1951.

#### Pallacanestro
Alla fine della sua presidenza al Genoa, nel luglio 1945, venne fondata la sezione cestistica rossoblu.
Mairano fu presidente della Federazione Italiana Pallacanestro dal 1946 al 1954.
La sua presidenza fu la prima del dopoguerra e fu quella che riunì il basket italiano dopo la divisione obbligata tra nord e sud durante il secondo conflitto mondiale.
Mairano è ricordato anche per aver ingaggiato l'americano Elliott Van Zandt come tecnico della nazionale,  perché portasse i giocatori italiani ad un livello di gioco più elevato.
Durante la sua presidenza l'Italia vinse l'argento agli Europei di Basket del 1946, svoltisi a Ginevra.

#### Panathlon
Il 6 aprile 1957, durante un'assemblea a Sirmione, Mairano venne eletto presidente del Panathlon, associazione che si prefigura come scopo l'affermazione dei più sani ideali dello sport, quali i valori culturali e moralii e la solidarietà tra i popoli.
Durante la sua presidenza, terminata nel 1968, si mosse per rendere l'associazione di più ampio respiro nazionale ed internazionale, cosa nel quale vi riuscì solo parzialmente.